# Torsen

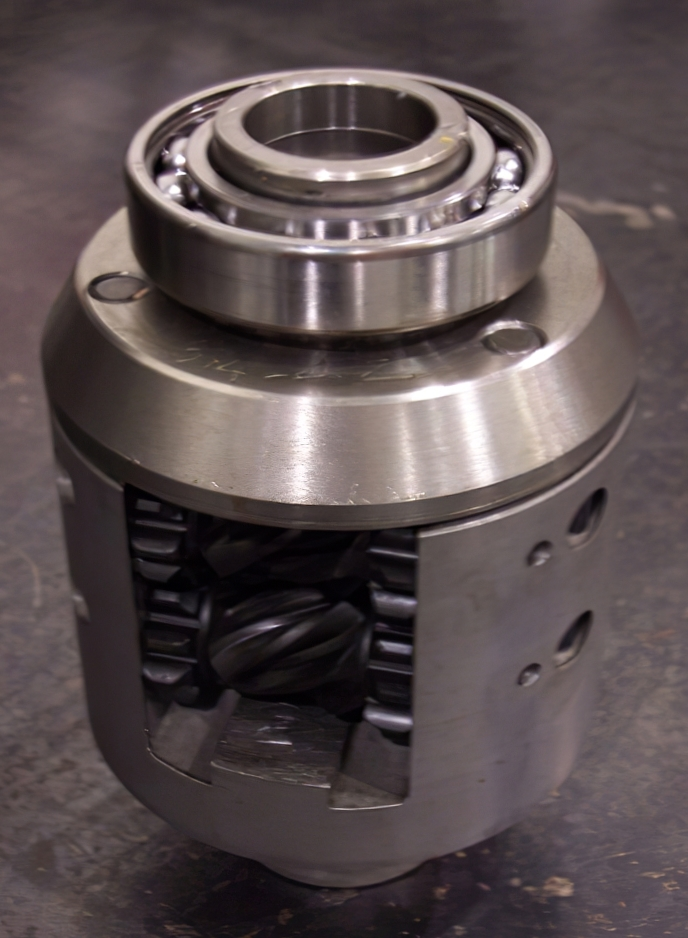
Diferencial Torsen d'un automòbil Audi

El diferencial Torsen és un tipus de diferencial autoblocant. Va ser inventat per Vernon Gleasman i fabricat per la Gleason Corporation. Torsen és una contracció de l'anglès torque sensitive.
El diferencial Torsen és l'únic capaç de repartir el lliscament de manera independent a la velocitat de gir dels semieixos. Funciona mitjançant la combinació de tres parells de rodes helicoïdals que engranen mitjançant dents rectes situades en els seus extrems (engranatges de concatenació). La retenció o l'augment de la fricció es produeix perquè les rodes helicoïdals actuen com un mecanisme de vis sens fi: el punt de contacte entre les dents es desplaça sobre una línia recta al llarg del mateix eix, cosa que significa la unió del moviment de gir de les rodes amb el moviment de lliscament que suposa fricció. El tarat o grau de resistència es determina precisament per l'angle de l'hèlix d'aquestes rodes helicoïdals.
El més interessant del Torsen és la possibilitat de repartir la força del motor a cada semieix en funció de la resistència que oposi cada roda al gir, però al mateix temps permet que la roda interior en un revolt giri menys que l'exterior, encara que aquesta última rebi menys parell.